# 누마타 게이고
누마타 게이고(일본어: 沼田 圭悟, 1990년 7월 24일 ~ )는 일본의 축구 선수이다.

## 구단 경력
그는 2012년부터 2024년까지 J리그의 감바 오사카, 카마타마레 사누키, 오미야 아르디자, 츠바이겐 가나자와, FC 류큐, 레노파 야마구치 FC에서 활동하였다.